# 岩見沢市絵画ホール・松島正幸記念館
岩見沢市絵画ホール・松島正幸記念館（いわみざわしかいがホール・まつしままさゆききねんかん）は北海道岩見沢市にある美術館。

## 概要
北海道教育大学岩見沢校で講師を務めていた経緯のある松島正幸より、1989年に岩見沢市へ作品が寄贈される。これに合わせ、岩見沢市民会館・文化センター内に「松島正幸絵画ホール」として開設。翌年、改修した旧岩見沢警察署（1932年築、道内3番目の警察署）へ移転し、美術館としての運営によって建物の保存を兼ねる形態とした。
松島正幸および岩見沢市ゆかりの芸術家の作品、計400点以上を展示・収蔵する。

## 開館時間
- 10時～18時（木曜日のみ13時30分～18時）
- 休館日 - 水曜日、祝祭日の翌日、7月15日～7月22日、12月31日～1月5日

## アクセス
北海道中央バス（岩見沢営業所）「6条西2丁目」、「6条通」、「7条西2丁目」下車。